# (507549) 2012 XY116
(507549) 2012 XY116 es un asteroide perteneciente al cinturón interior de asteroides, descubierto el 27 de noviembre de 2012 por el equipo del Mount Lemmon Survey desde el Observatorio del Monte Lemmon, Arizona, Estados Unidos.

## Designación y nombre
Designado provisionalmente como 2012 XY116.

## Características orbitales
2012 XY116 está situado a una distancia media del Sol de 1,849 ua, pudiendo alejarse hasta 1,997 ua y acercarse hasta 1,700 ua. Su excentricidad es 0,080 y la inclinación orbital 18,738 grados. Emplea 918,09 días en completar una órbita alrededor del Sol.
Pertenece a la familia de asteroides de (434) Hungaria.

## Características físicas
La magnitud absoluta de 2012 XY116 es 18,24.